# Variations on a dream
Variations on a dream is het derde studioalbum van The Pineapple Thief. Het album werd in de periode december 2001 tot en met oktober 2002 opgenomen in de Dining Rooms geluidsstudio. Teksten en muziek vertonen overeenkomst met de muziek die Muse en Radiohead in die tijd maakten. Soord in 2017 over het album: bij de eerste twee albums was ik nog zoekend, bij het derde album vond ik meer mijn eigen stijl meer richting de rock.
In de jaren 2010-2019 bracht het platenlabel Kscope al het oude werk van The Pineapple Thief opnieuw uit; de nieuwe versie van Variations werd in 2011 uitgegeven met een nieuwe platenhoes.

## Musici
- Bruce Soord – gitaar, zang, toetsinstrumenten
- Adrian Soord – mellotron, Fender Rhodes, hammondorgel en andere toetsinstrumenten
- Mark Harris - bas
- Nick Lang – drumstel en percussie[1]

Met
- Jon Sykes – basgitaar op Sooner or later
- Liz Bramley – achtergrondzang op Vapour trails
- W. Torrens – gitaarklanken op Vapour trails

## Muziek
| Nr. | Titel                     | Duur |
| --- | ------------------------- | ---- |
| 1.  | We subside                | 4:58 |
| 2.  | This will remain unspoken | 3:27 |
| 3.  | Vapour trails             | 8:31 |
| 4.  | Run me through            | 4:43 |
| 5.  | The bitter pil            | 4;35 |
| 6.  | Resident alien            | 4:14 |
| 7.  | Sooner or later           | 3:59 |
| 8.  | Part zero                 | 7:28 |
| 9.  | Keep dreaming             | 4;21 |
| 10. | Remember us               | 6:04 |

| Nr. | Titel                  | Duur |
| --- | ---------------------- | ---- |
| 1.  | Sunday 20th            | 5:45 |
| 2.  | Monday 21st            | 5;23 |
| 3.  | Tuesday 22nd           | 4:40 |
| 4.  | Wednesday 23rd         | 5:28 |
| 5.  | Thursday 24th          | 7:19 |
| 6.  | Friday 25th            | 7:17 |
| 7.  | Saturday 26th-part one | 4:10 |
| 8.  | Saturday 26th-part two | 4:53 |
| 9.  | Sunday 27th–part one   | 5:55 |
| 10. | Sunday 27th-part two   | 5:05 |

De bonus-cd bevat tien grotendeels instrumentale nummers, op de originele Cyclops-uitgave werd verder geen info verstrekt, anders dan op de disc zelf. De K-Scope-editie gaf het haar titel(s).